# Joseph Cramarossa
Joseph „Joe“ Cramarossa (* 26. Oktober 1992 in Markham, Ontario) ist ein kanadischer Eishockeyspieler, der seit Juli 2025 bei den Augsburger Panthern aus der Deutschen Eishockey Liga (DEL) unter Vertrag steht und dort auf der Position des linken Flügelstürmers spielt. Zuvor war Cramarossa unter anderem für die Anaheim Ducks, Vancouver Canucks und Minnesota Wild in der National Hockey League (NHL) aktiv.

## Karriere

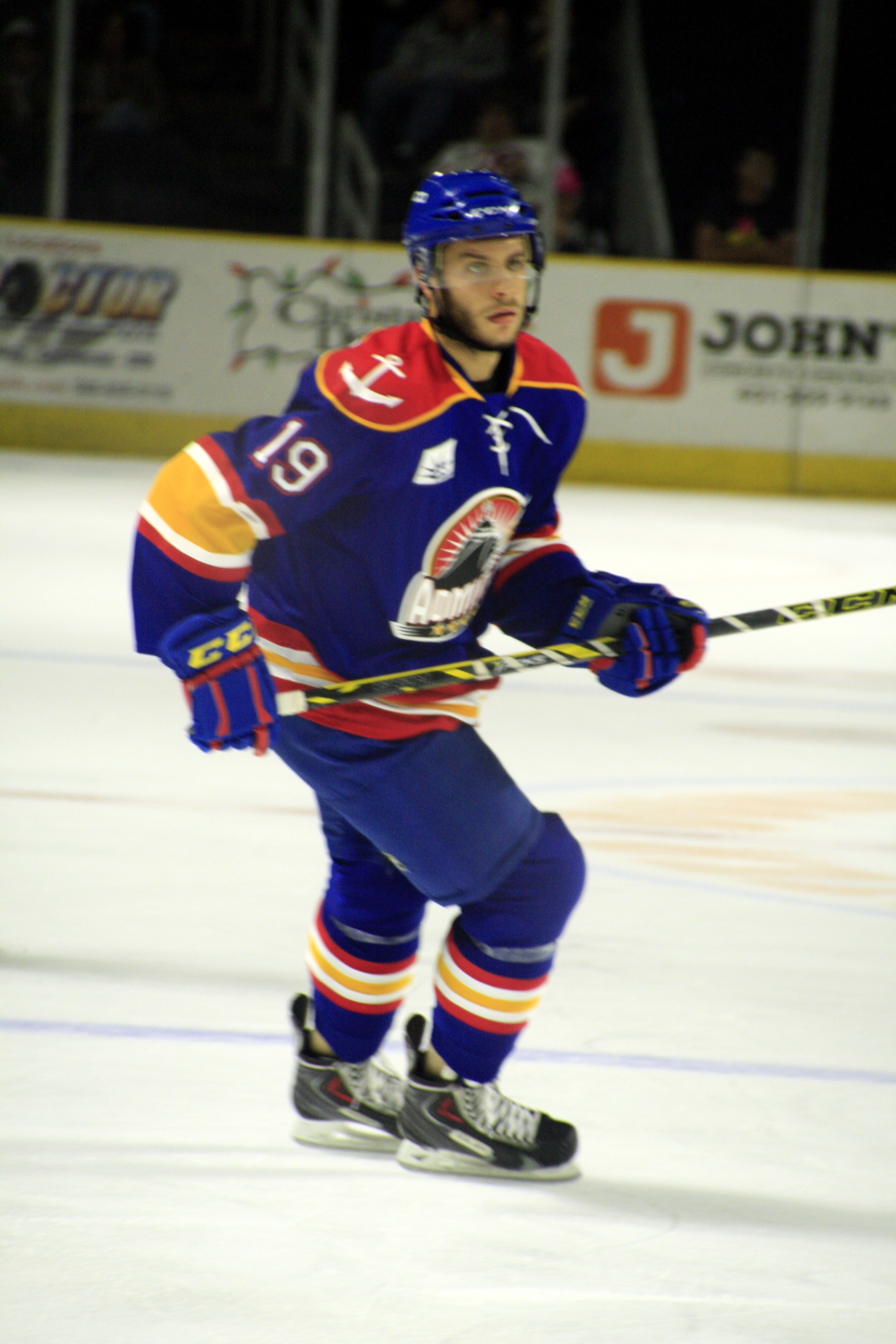
Cramarossa im Trikot der Norfolk Admirals (2014)

Cramarossa spielte zwischen 2008 und 2009 zunächst in der Ontario Junior Hockey League (OJHL) bei den Markham Waxers, von wo er über die OHL Priority Selection zu den Mississauga St. Michael’s Majors in Ontario Hockey League (OHL) wechselte. Dem Franchise blieb der Stürmer bis zum Januar 2012 treu, ehe er zum Ligarivalen Belleville Bulls transferiert wurde. Dort spielte er bis zum Sommer 2013.
Nachdem der Flügelangreifer bereits im NHL Entry Draft 2011 in der dritten Runde an 65. Position von den Anaheim Ducks aus der National Hockey League (NHL) ausgewählt worden war, nahmen ihn diese im März 2013 unter Vertrag und setzen ihn ab dem folgenden September in ihrem Farmteam, den Norfolk Admirals, in der American Hockey League (AHL) ein. Dort verbrachte er die beiden Spielzeiten zwischen 2013 und 2015, ehe die Ducks ihren Kooperationspartner wechselten und er fortan für die San Diego Gulls in derselben Liga auflief. Bei den Gulls begann Cramarossa auch die Saison 2016/17. Nach einem schwachen Saisonstart Anaheims wurde er wenig später erstmals in den NHL-Kader berufen und feierte dort sein Debüt. Letztlich etablierte er sich in deren Kader im Saisonverlauf, ehe er kurz vor der Trade Deadline Ende Februar 2017 über den Waiver zurück in die AHL geschickt werden sollte. Von dort wählten ihn die Vancouver Canucks aus, bei denen er das Spieljahr beendete.
Nachdem der Kanadier im Sommer 2017 zum Free Agent geworden war, fand er kein NHL-Team, das ihn vor dem Beginn der Saison 2017/18 unter Vertrag nahm. So unterschrieb der Stürmer ein Arbeitspapier bei den Stockton Heat aus der AHL. Diese wiederum gaben Cramarossa im Februar 2018 im Tausch für Colin Smith an die Wilkes-Barre/Scranton Penguins ab. Ein Jahr später, im Februar 2019 erhielt er abermals einen NHL-Vertrag bei deren Kooperationspartner, den Pittsburgh Penguins. Dieser galt vorerst für den Rest der Spielzeit 2018/19, wurde jedoch in der Folge verlängert. Im November 2019 jedoch wurde er im Tausch für Graham Knott an die Chicago Blackhawks abgegeben, die ihn vorerst ebenfalls in der AHL bei den Rockford IceHogs einsetzen. Dort beendete er die Spielzeit 2019/20 und wechselte anschließend als Free Agent zu den Minnesota Wild. Vor dem Hintergrund der COVID-19-Pandemie pendelte Cramarossa in dieser Zeit zwischen dem NHL-Kader der Wild und dem Aufgebot des AHL-Farmteams Iowa Wild.
Der dauerhafte Sprung zurück in die NHL gelang ihm bis Januar 2023 aber nicht, sodass er um die Auflösung seines Vertrags bat, um für den Rest der Saison 2022/23 zu den Adler Mannheim aus der Deutschen Eishockey Liga (DEL) zu wechseln. Im Juli desselben Jahres wechselte der Kanadier schließlich innerhalb der DEL für ein Jahr zu den Löwen Frankfurt. Anschließend tat Cramarossa sich auch schwer in Europa einen neuen Arbeitgeber zu finden, wurde im November 2024 aber schließlich vom österreichischen Klub Vienna Capitals aus der ICE Hockey League verpflichtet. Im Juli 2025 kehrte der Stürmer in die DEL zurück, wo er sich den Augsburger Panthern anschloss.

## Karrierestatistik
Stand: Ende der Saison 2024/25
(Legende zur Spielerstatistik: Sp oder GP = absolvierte Spiele; T oder G = erzielte Tore; V oder A = erzielte Assists; Pkt oder Pts = erzielte Scorerpunkte; SM oder PIM = erhaltene Strafminuten; +/− = Plus/Minus-Bilanz; PP = erzielte Überzahltore; SH = erzielte Unterzahltore; GW = erzielte Siegtore; 1 Play-downs/Relegation; Kursiv: Statistik nicht vollständig)